# Verband (geneeskunde)
Een verband is een omwikkeling van textiel van een gewond lichaamsdeel.

## Doel
Er kunnen verschillende redenen zijn om een verband aan te leggen:
- Stelpen van een bloeding
- Wondbedekkers op de goede plaats houden
- Spalken van gebroken botten (met een gipsverband)
- Tegengaan van oedeem (weefselzwelling) en bevorderen van de bloedsomloop, bijvoorbeeld
  - drukverband bij een verstuikte enkel
  - zwachtelen van benen bij een open been

## Soorten
Er worden verschillende soorten verband onderscheiden:
- dekverband: verband om een bloeding te stoppen. Bestaat normaal uit een steriel gaasje (op de wond), met daaromheen een (meestal licht elastische) zwachtel. Strikt genomen is ook een gewone pleister een dekverband.
- wonddrukverband: een tijdelijk verband dat wordt aangelegd om een ernstige bloeding te verminderen totdat medische hulp aanwezig is. In feite is dit een dekverband, met daarover heen een drukverband.
- druk- of compressieverband: wordt hoofdzakelijk gebruikt bij behandeling van verstuikingen en verzwikkingen. Het bestaat uit een laag watten, met daaromheen een elastische zwachtel (zoals een ideaal zwachtel). Bij het aanleggen van een dergelijk verband moet er goed op worden gelet dat er geen stuwing optreedt. Daarom wordt bij zwachtelen het hele onderbeen, of het hele been (c.q. de hele arm), volgens een speciale procedure verbonden.
- snelverband: een tijdelijk dekverband dat geheel steriel en makkelijk aan te brengen is. Het is bestemd om een wond voor infectie te behoeden tijdens transport naar medische hulp.
- gipsverband: een verband dat nadat het is aangelegd hard wordt. Wordt over het algemeen gebruikt bij breuken. Wordt aangelegd door een verpleegkundig specialist: de gipsverbandmeester.